# Bruton Music
Bruton Music ist ein britisches Musiklabel, welches im Jahre 1977 vom Musikproduzenten Robin Phillips gegründet wurde.
Das Label veröffentlichte vorwiegend instrumentale, gesangslose Titel, welche häufig in TV-Serien und -Filmen Einsatz fanden. Es wechselte 1982 erstmals den Besitzer, als Michael Jackson dieses aufkaufte. 1985 ging es in die Zomba Group über.

## Veröffentlichungen
Zu bekannten Veröffentlichungen zählen:
- Drama Montage, Brian Bennett

## Bekannte Einsatzgebiete

### TV-Serien
- 1978: Deutsch-britische Kinderserie Fünf Freunde[3] (u. a. Drama Montage von Brian Bennett)